# Matías Moreno González
Matías Moreno González (Fuente el Saz de Jarama, 7 de marzo de 1840-Toledo, 8 de julio de 1906) fue un pintor, escultor, copista y restaurador español.

## Biografía
Hijo de un médico, Moreno estudió en la Academia de Bellas Artes de Barcelona de 1854 a 1856 y después en la Real Academia de Bellas Artes de San Fernando  de 1856 a 1864, con instructores como Carlos Luis de Ribera y Federico Madrazo. Terminó su formación copiando en el Museo del Prado las grandes obras maestras de Rubens, van Dyck, Tiziano, Veronese, y sobre todo, Velázquez.
En 1864 concursó en la Exposición Nacional de Bellas Artes y obtuvo la Tercera Medalla por su Retrato de la señorita J.M.
En 1866 consigue la cátedra de Dibujo del instituto de Toledo, y otra Tercera Medalla en la Exposición Nacional por su cuadro Alfonso el Sabio en la conquista de Cádiz.  En Toledo cultiva la amistad del poeta Gustavo Adolfo Bécquer y del pintor Ricardo de Madrazo, hijo de Federico de Madrazo.

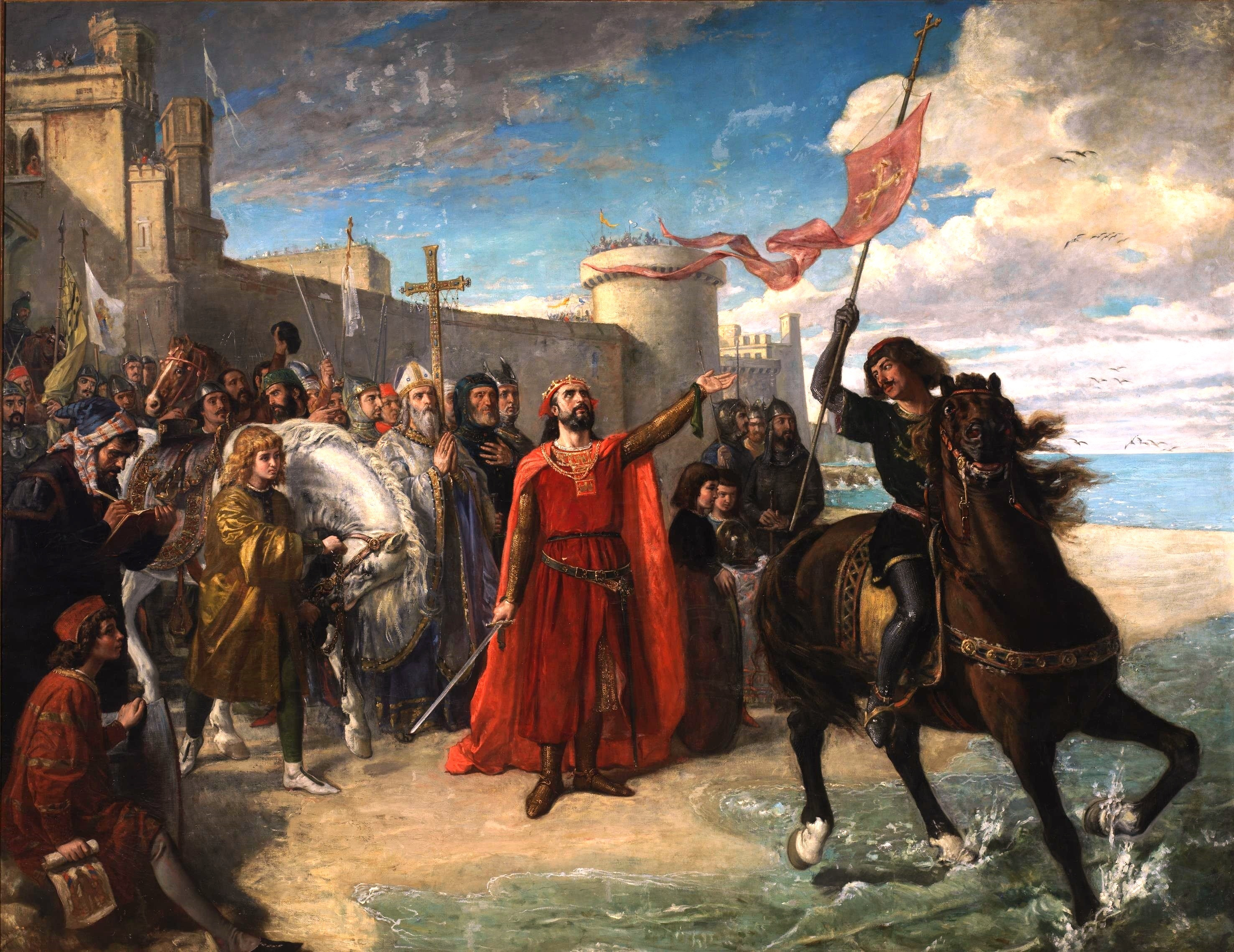
Alfonso X el Sabio tomando posesión del mar después de la conquista de Cádiz (1866). Por este cuadro, Moreno obtuvo una Tercera Medalla en la Exposición Nacional de Bellas Artes en 1866

En 1868 se casó con su prometida, Josefa Martín, y de este matrimonio nacieron dos hijas: María (junio de 1870) e Isabel (enero de 1873).
En 1870 es nombrado corresponsal de la Real Academia de Bellas Artes de San Fernando, y se convierte en miembro de la Comisión Provincial de Monumentos. Ese mismo año presenta dos obras en el Salón de París, donde pasó los veranos a partir de 1872.
En 1873 su matrimonio sufre una crisis, y Moreno se sumerge en su trabajo. Es por esta época cuando acomete junto a Federico Madrazo la restauración de El entierro del conde de Orgaz, obra del Greco expuesta en la iglesia de Santo Tomé de Toledo. Pese a la minuciosa labor que le llevó al borde del agotamiento, Moreno no quiso cobrar por este trabajo.
En 1881, obtiene la Segunda Medalla en la Exposición Nacional por el óleo Ensayo al órgano. En 1902 es nombrado director de la Escuela Superior de Artes Industriales y comienza a consagrarse a la escultura. Uno de sus bustos consigue la Tercera Medalla en la Exposición Nacional de 1904.
En 1905 fue elegido concejal del Ayuntamiento de Toledo por el Partido Liberal. En 1906 fue acusado de malversar los fondos de la escuela, y aunque fue totalmente exonerado, el disgusto que le provocó el incidente le llevó a la muerte en pocos días.

## Galería
|                                    |
| Ensayo al órgano (Museo del Prado) |

|                                  |
| Los dos sueños (Museo del Prado) |

|                 |
| Granja española |

|                    |
| Vista sobre Toledo |

|                |
| Interior árabe |

|                 |
| Dama con mantón |

| |
| Retrato del eclesiástico español Juan Pardo de Tavera (1472-1545), que llegó a ser cardenal de la Iglesia Católica, Inquisidor General de España, obispo de Osma y de Ciudad Rodrigo y arzobispo de Santiago de Compostela y de Toledo. Este retrato es una copia del que pintó el Greco del mismo personaje (Museo del Prado) |

| |
| Retrato del eclesiástico español Diego de Covarrubias (1512-1577), que llegó a ser obispo de Ciudad Rodrigo, Segovia y Cuenca y arzobispo de Santo Domingo. Este retrato es una copia del que pintó el Greco del mismo personaje (Museo del Prado) |

| |
| Retrato imaginario del eclesiástico español Pedro Tenorio (m. 1399), que llegó a ser obispo de Coímbra y arzobispo de Toledo. Esta obra es una copia del retrato del arzobispo conservado en el Palacio arzobispal de Toledo. (Museo del Prado) |